# Scythris lafauryi
Scythris lafauryi is een vlinder uit de familie dikkopmotten (Scythrididae). De wetenschappelijke naam is voor het eerst geldig gepubliceerd in 1986 door Pietro Passerin d'Entrèves van de universiteit van Turijn.
De soort komt voor in Europa, meer bepaald  in Frankrijk. De typelocatie is "Contis (Landes, Frankrijk)". Ze is genoemd naar de Franse negentiende-eeuwse entomoloog Clément Lafaury.